# Mickaël Facchinetti
Mickaël Facchinetti (Neuchâtel, 15 februari 1991) is een Zwitsers voetballer die als verdediger speelt.

## Loopbaan
Sinds 2008 speelde hij voor de Zwitserse eersteklasser Neuchâtel Xamax uitkomt. Toen de club in januari 2012 failliet verklaard werd, ging via FC Lugano hij naar Chievo Verona. Hierna was hij een vaste kracht bij FC Lausanne-Sport. Hij speelde verder in Zwitserland voor FC St. Gallen, wederom Neuchâtel Xamax en FC Thun. In 2019 werd hij op Cyprus landskampioen bij APOEL FC. Medio 2019 keerde hij terug in Zwitserland bij FC Sion. Op 20 maart werd hij daar samen met acht teamgenoten ontslagen na de uitbraak van SARS-CoV-2 in Zwitserland.